# Edward Marczewski

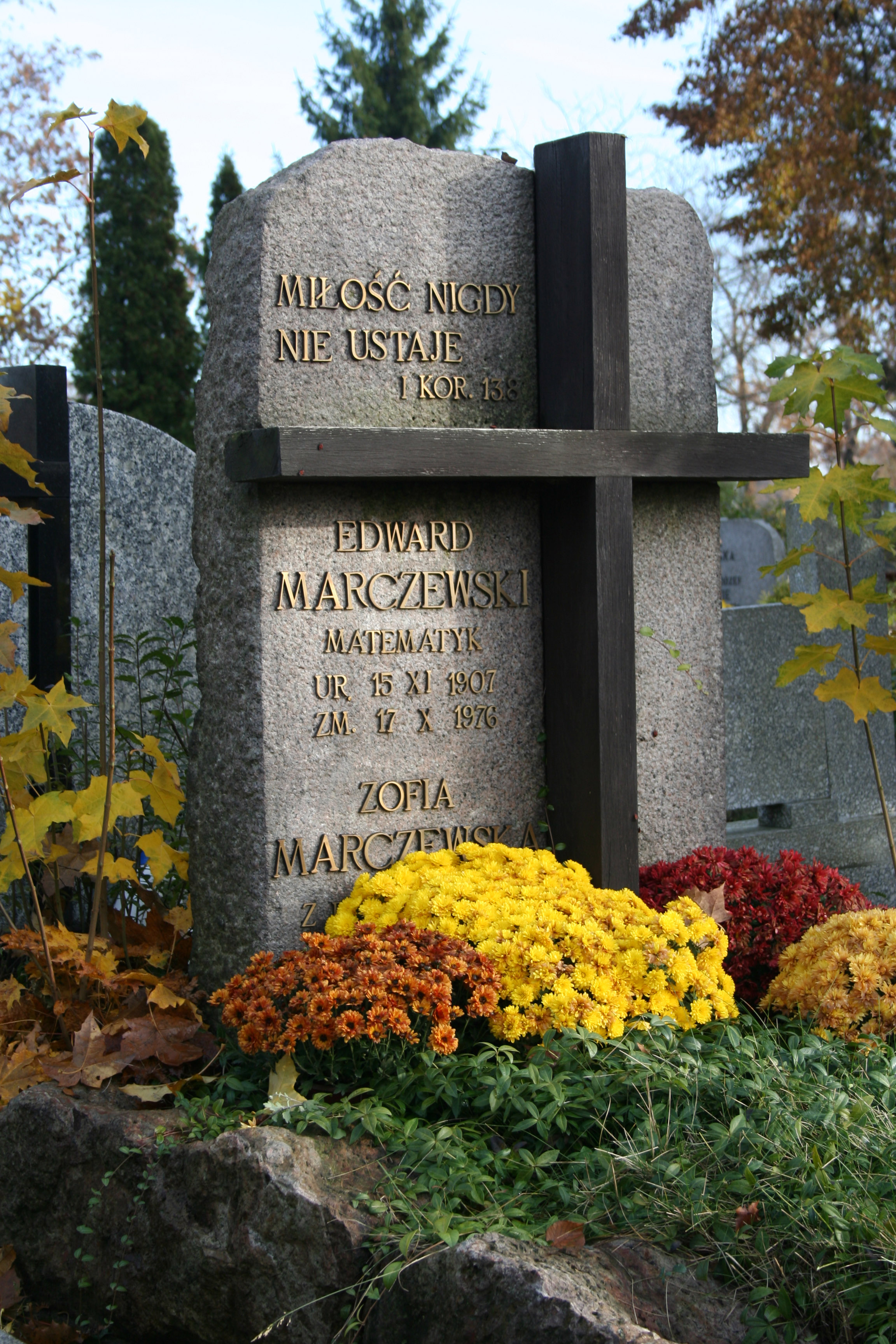
Grab in Breslau

Edward Marczewski (* 15. November 1907 in Warschau; † 17. Oktober 1976 in Breslau) war ein polnischer Mathematiker. Sein Nachname war bis 1940 Szpilrajn.
Er war Mitglied der Warschauer Schule der Mathematik. Sein Leben und seine Arbeit nach dem Zweiten Weltkrieg waren mit Breslau verbunden, wo er einer der Gründer des polnischen Wissenschaftszentrums wurde.

## Leben
Marczewski studierte ab 1925 an der Universität Warschau, wo er Schüler von Kazimierz Kuratowski, Waclaw Sierpinski und Stefan Mazurkiewicz war. 1932 wurde er bei Sierpinski promoviert. Als deutsche Truppen 1939 in Polen einfielen, war er Gastwissenschaftler in Lemberg, kehrte aber bald darauf nach Warschau zurück. Ende des Krieges war er in einem Arbeitslager in Breslau bis zur Befreiung durch sowjetische Truppen. Er blieb in Breslau und baute dort als Professor für Mathematik mit Hugo Steinhaus und anderen das Mathematische Institut neu auf. Im November 1945 wurde dort der Vorlesungsbetrieb aufgenommen. Zeitweise war Marczewski Rektor der Universität.
1946 gründete er die Zeitschrift Colloquium Mathematicum, deren Herausgeber er dreißig Jahre lang war. Er war Generalsekretär des 1948 gegründeten Polnischen Mathematischen Instituts.
Marczewskis Interessenfelder waren Maßtheorie, deskriptive Mengenlehre, topologische Geometrie, Wahrscheinlichkeitstheorie und Algebra. Er veröffentlichte auch Schriften zur Analysis reeller und komplexer Zahlen, zur angewandten Mathematik und zur mathematischen Logik. Der Satz von Marczewski-Szpilrajn und der Separabilitätssatz von Marczewski tragen seinen Namen.
Eine Vermutung von Marczewski über Banach-Tarski-Zerlegungen von 1930 wurde um 1990 von Matthew Foreman und Randall Dougherty bewiesen.
Anfangs veröffentlichte er auch unter dem Namen Szpilrajn und Szpilrajn-Marczewski (er nahm als Jude einen polnischen Namen an und musste seinen Erstnamen eine Weile als Doppelnamen führen).